# Peix carboner
El peix carboner (Pollachius virens) és una espècie de peix teleosti marí de l'ordre dels gadiformes. Per la semblança en el pes i la forma se sol confondre amb el bacallà (Gadus morhua) o l'abadejo (Pollachius pollachius), i de vegades pot substituir culinàriament a algun d'ells. Una de les característiques que el distingeix dels altres és la línia que recorre longitudinalment els lloms.

## Característiques
Aquesta espècie es pot distingir de l'abadejo (P. pollachius) observant la longitud relativa de les mandíbules superior i inferior. L'abadejo té una mandíbula inferior més llarga, mentre que el carboner té la mandíbula superior i inferior aproximadament de la mateixa longitud. Aquest tret li dona un perfil molt diferent al cap. En general, i pel que fa al color, l'abadejo és de color marró o daurat amb el dors fosc mentre que el peix carboner és de color plata brillant amb un dors verd molt fosc o negre (per aquesta raó se l'anomena carboner). El carboner generalment sembla tenir els ulls relativament més petits que l'abadejo, mentre que la línia lateral del carboner és més recta que la de l'abadejo que té una torsió notable sobre les aletes pectorals. El carboner posseeix una aleta caudal forcada.
És comú trobar-lo a la part nord de l'Atlàntic Nord, incloent-hi el Golf de Biscaia, el nord de França, Alemanya, Països Baixos i a Islàndia, al sud-oest de Groenlàndia, així com a les costes de l'est del Canadà. Poques vegades canvia de clima i és molt rar trobar-se'l a latituds més baixes. A Espanya rares vegades se'l veu a les llotges i, quan és així, sempre és a les de les costes del nord peninsular.
És un peix actiu que sol viure en petits grups, en aigües de fons rocosos d'una profunditat de 200 metres. La fortalesa i grandària del peix el fa ser un dels més apreciats per a la pesca esportiva.

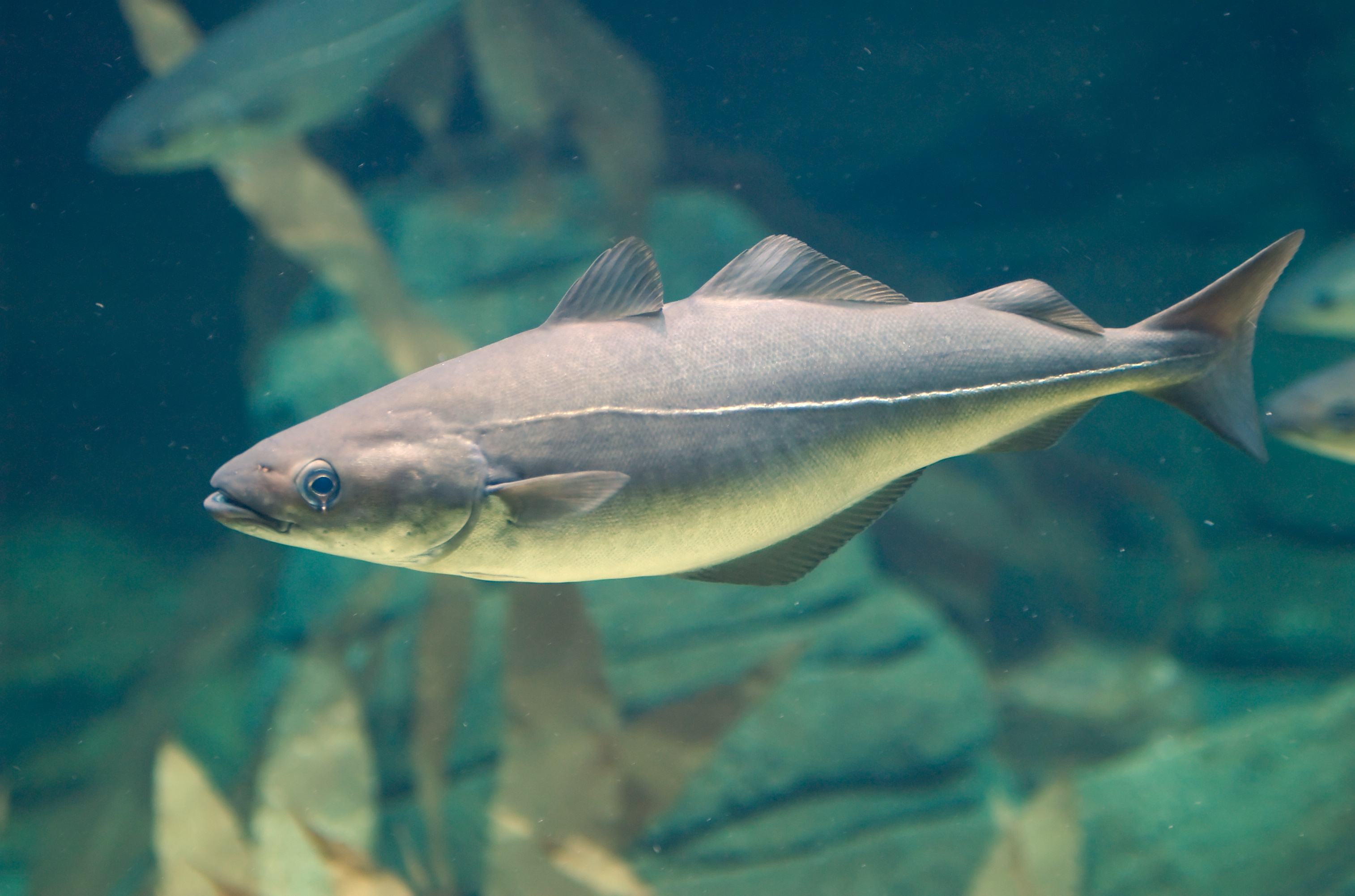
Peix carboner a l'aquarium públic Ozeaneum, Stralsund, Alemanya

Els adults normalment poden viure fins a 16-20 anys i créixer fins a 100-120 cm, però s'han capturat individus de fins a 130 cm que pesen fins a 32 kg. Els joves solen trobar-se a prop de la costa, especialment a les zones rocoses, i tendeixen a moure's cap a aigües més profundes a mesura que creixen. L'actual rècord mundial IGFA és un exemplar de 22,7 kg que es va capturar a Saltstraumen, a Noruega.
S'alimenta principalment d'altres peixos, com ara l'areng, l'Ammodytes i petits verats. El peix carbó també s'alimenta al fons del mar de crustacis i cucs marins. Científics noruecs van documentar que el carboner té l'hàbit de congregar-se al voltant de les piscifactories i alimentar-se amb pinsos de salmó no consumits que travessen les parets de xarxa de les gàbies.

## Reproducció
El carboner assoleix la maduresa sexual entre els 4 i 9 anys i és iteròpar, és a dir, segueix l'estratègia reproductiva consistent a tenir múltiples cicles reproductius allarg de la vida o iteroparitat. Les femelles produeixen, segons la seva mida, entre 500 mil i 9 milions d'ous que fan entre 1,0 i 1,3 mm de diàmetre. L'època de posta és a finals de tardor i principis d'hivern. Els ous suren lliurement i a la deriva a la superfície i, als primers 3 mesos, les larves estan presents a la superfície o ben a prop. Els joves solen viatjar en moles grans i molt compactes prop de la superfície.

## Pesca
El peix carboner es pesca durant tot l'any amb arts com ara xarxes de cèrcol, vaixells d'arrossegament, palangre i tremall i sovint es captura amb altres espècies de peixos de fons com el bacallà i el merlà. Els principals caladors de l'Atlàntic oriental es troben al Mar de Barentsz, al voltant d'Islàndia, al voltant de les illes Fèroe, al Mar del Nord i a la Mar Cèltica. Els desembarcaments a l'Atlàntic oriental han fluctuat al voltant de 300-700 mil tones en el període 1980-2017. Totes les poblacions de l'Atlàntic oriental són avaluades per l'ICES, que publica una recomanació anual per a la captura total admissible.
Les captures comercials de carboner a l'Atlàntic occidental les fan els EUA i el Canadà i han fluctuat al voltant de 5-20 mil tones anuals entre 1980 i 2017. Les quatre poblacions avaluades a l'Atlàntic oriental i les de l'Atlàntic occidental es fan de manera sostenible i moltes pesqueries de carboners s'han certificat com a sostenibles pel Marine Stewardship Council.

## Gastronomia
El carboner és comestible i té valor comercial tot i que la carn és menys valuosa que la del bacallà. La carn és de color lleugerament gris i menys fina que la del bacallà, mentre que la de l'abadejo (P. pollachius) és similar a la d'altres membres de la família del bacallà. Aquest color fosc de la carn fresca sense cuinar pot haver donat lloc a la reputació immerescuda d'aquest peix com a poc recomanable per menjar.